# Zlatan
Zlatan (zlatni ljiljan; lat. Lilium martagon) je biljka iz porodice ljiljanovki ili Liliaceae. Raširena je od istočne Francuske pa sve do Sjeverne Azije, odnosno Mongolije i Koreje. Biljka je naziv dobila po zlatno žutim lukovicama. Cvjetovi su ružičaste do purpurne boje. Kod nas biljka naraste do 1 metra visine. Listovi su biljke eliptični do inverzno kopljasti,  dugi do 16 cm. Lukovice su jestive, no mogu se koristiti samo u ekstremnim situcijama, jer je biljka kod nas zakonom zaštićena. Rasprostranjena vrsta na području Slavonije, Hrvatskog zagorja, Kalnika, Medvednice, Samoborskog gorja, Turopolja, Gorskog kotara, Like, Velebita i Biokova. Raste na rastresitom i bogatom tlu, neutralne do kisele reakcije.
Zbog lijepih cvjetova biljka se i uzgaja.

## Podvrste
Priznate su dvije podvrste. Podvrsta u hrvatskom jeziku poznata kao ljiljan Katanijeve ili vrtoglav s Velebita, Svilaje, Troglava, Mosora i Bikova u stvari je Lilium martagon var. martagon, a L. martagon L. ssp. cattaniae i L. cattaniae, njegovi su sinonimi.
- Lilium martagon var. martagon
- Lilium martagon var. pilosiusculum Freyn; samo u Aziji (Sibir, Mongolija, Kazahstan, Xinjiang)[2]

## Sinonimi
- Lilium versicolor Salisb.

## Vanjske poveznice
- http://www.pfaf.org/user/Plant.aspx?LatinName=Lilium+martagon